# Görgei
A Görgei vagy Görgey régi magyar családnév, amely származási helyre utalhat: Görgő és Tornagörgő (Szlovákia, korábban Szepes vármegye, illetve Abaúj-Torna vármegye).

## Híres Görgey családok
- görgői és toporczi Görgey család, az egykori Szepes vármegye egyik legrégebbi családja[4]

## Híres Görgei nevű személyek
Görgei
- Görgei Artúr (1818–1916) 1848–49-es honvédtábornok, hadügyminiszter
- Görgei György (1926–2019) Liszt Ferenc-díjas karmester
- Görgei János (1951–1998) magyar labdarúgó, csatár

Görgey
- Görgey Etelka (1974) magyar műfordító, teológus, hebraista, református lelkész
- Görgey Gábor (1929) magyar író, költő, rendező, miniszter
- Görgey István (1825–1912) magyar honvédtiszt, történetíró
- Görgey Kornél (1819–1897) magyar honvéd alezredes
- Görgey Mihály (1919–1977) jogász